# 華族な人々
『華族な人々』（かぞくなひとびと）は澤井健による日本の漫画作品。

## 概要
『週刊ヤングサンデー』（小学館）で1994年9号より1995年9号まで連載された。単行本は全2巻。

## 登場人物
坂田竜一
主人公。五七ノ桐家の執事。
五七ノ桐 鹿子
五七ノ桐家の令嬢。五七ノ桐家の再興を望んでいる。
五七ノ桐 千歳
鹿子の弟。
五七ノ桐 葵
鹿子の母親。
五七ノ桐 雉丸

## 単行本
全2巻 
- 1994年12月5日発行  ISBN 4-09151-591-6
- 1995年 7月5日発行  ISBN 4-09151-592-4